# Lista de prêmios e indicações recebidos por Zhao Wei
Esta é uma lista de prêmios e indicações recebidos por Zhao Wei, uma cantora e atriz chinesa. Em 27 de maio de 2010, o XIII Festival Internacional de Cinema de Xangai anunciou que ela seria uma jurada, ao lado de John Woo, Leos Carax, Amos Gitai, Bill Guttentag, Yojiro Takita e Wang Xiaoshuai. Em 12 de junho de 2010, a mesma atraiu imensa atenção da mídia e aplausos de seus fãs durante todo o dia no festival, a mesma afirmou que estava contente por ver uma significativa cobertura da imprensa.
Em 19 de julho de 2011, o 20º Festival de Cinema de Galo de Ouro e Cem Flores anunciou que Zhao foi a atriz escolhida para ser homenageada. O festival expôs uma retrospectiva, exibido todos os filmes em que ela atuou. Em 6 de agosto, a mesma tornou-se vice-presidente do China Television Actors Guild. Em julho de 2016, foi nomeada como membra do júri principal do 73º Festival Internacional de Cinema de Veneza, ao lado de Sam Mendes, Lorenzo Vigas, Nina Hoss, Gemma Arterton, Laurie Anderson, Joshua Oppenheimer, Chiara Mastroianni e Giancarlo De Cataldo.
Em setembro de 2017, ela foi nomeada como membra do júri principal da 30 edição do Festival Internacional de Cinema de Tóquio, ao lado de Tommy Lee Jones, Reza Mirkarimi, Martin Provost e Masatoshi Nagase. Em março de 2018, Zhao foi nomeada como membra do júri final do 9º Prêmio Guild de Diretores de Cinema da China, ao lado de Zhang Yimou, Li Shaohong e outros diretores.

## Prêmios de cinema e televisão

### Prêmios da China Continental
Os três prêmios de cinema de maior prestígio na China continental são o Prêmio Galo de Ouro, Prêmio Cem Flores e Prêmio Huabiao, enquanto os dois mais prestigiados prêmios de televisão são o Prêmio Águia Dourada e Prêmio.

#### Filmes
| Golden Rooster Awards | Golden Rooster Awards | Golden Rooster Awards      | Golden Rooster Awards |
| Ano                   | Trabalho              | Categoria                  | Resultado             |
| --------------------- | --------------------- | -------------------------- | --------------------- |
| 2009                  | Painted Skin          | melhor atriz               | Indicado              |
| 2013                  | So Young              | melhor estreia de diretora | Venceu                |
| 2015                  | Dearest               | melhor atriz               | Indicado              |

| Hundred Flowers Awards | Hundred Flowers Awards       | Hundred Flowers Awards | Hundred Flowers Awards |
| Ano                    | Trabalho                     | Categoria              | Resultado              |
| ---------------------- | ---------------------------- | ---------------------- | ---------------------- |
| 2004                   | Warriors of Heaven and Earth | melhor atriz           | Indicado               |
| 2010                   | Mulan                        | melhor atriz           | Venceu                 |
| 2014                   | So Young                     | melhor diretor(a)      | Venceu                 |
| 2016                   | Dearest                      | melhor atriz           | Indicado               |

| Huabiao Award | Huabiao Award  | Huabiao Award               | Huabiao Award |
| Ano           | Trabalho       | Categoria                   | Resultado     |
| ------------- | -------------- | --------------------------- | ------------- |
| 2005          | A Time to Love | atriz excepcional           | Venceu        |
| 2013          | So Young       | jovem de cinema excepcional | Venceu        |

#### Televisão
| Golden Eagle Award | Golden Eagle Award | Golden Eagle Award | Golden Eagle Award |
| Ano                | Trabalho           | Categoria          | Resultado          |
| ------------------ | ------------------ | ------------------ | ------------------ |
| 1999               | My Fair Princess   | melhor atriz       | Venceu             |

| Flying Apsaras Awards | Flying Apsaras Awards | Flying Apsaras Awards | Flying Apsaras Awards |
| Ano                   | Trabalho              | Categoria             | Resultado             |
| --------------------- | --------------------- | --------------------- | --------------------- |
| 2007                  | Moment in Peking      | atriz excepcional     | Indicado              |

### Prêmios de Taiwan e Hong Kong
| Golden Horse Awards | Golden Horse Awards            | Golden Horse Awards      | Golden Horse Awards |
| Ano                 | Trabalho                       | Categoria                | Resultado           |
| ------------------- | ------------------------------ | ------------------------ | ------------------- |
| 2002                | Chinese Odyssey                | melhor atriz coadjuvante | Indicado            |
| 2006                | The Postmodern Life of My Aunt | melhor atriz coadjuvante | Indicado            |
| 2013                | So Young                       | melhor diretor novato    | Indicado            |
| 2014                | Dearest                        | melhor atriz             | Indicado            |

| Hong Kong Film Awards | Hong Kong Film Awards          | Hong Kong Film Awards    | Hong Kong Film Awards |
| Ano                   | Trabalho                       | Categoria                | Resultado             |
| --------------------- | ------------------------------ | ------------------------ | --------------------- |
| 2008                  | The Postmodern Life of My Aunt | melhor atriz coadjuvante | Indicado              |
| 2009                  | Red Cliff Parte I              | melhor atriz coadjuvante | Indicado              |
| 2010                  | Red Cliff Parte II             | melhor atriz coadjuvante | Indicado              |
| 2010                  | Mulan                          | melhor atriz             | Indicado              |
| 2015                  | Dearest                        | melhor atriz             | Venceu                |

### Outros prêmios
| Asian Film Awards | Asian Film Awards | Asian Film Awards | Asian Film Awards |
| Ano               | Trabalho          | Categoria         | Resultado         |
| ----------------- | ----------------- | ----------------- | ----------------- |
| 2009              | Painted Skin      | melhor atriz      | Indicado          |
| 2015              | Dearest           | melhor atriz      | Indicado          |

| Asian Television Awards | Asian Television Awards | Asian Television Awards | Asian Television Awards |
| Ano                     | Trabalho                | Categoria               | Resultado               |
| ----------------------- | ----------------------- | ----------------------- | ----------------------- |
| 2015                    | Tiger Mom               | melhor atriz            | Indicado                |

| Chinese Film Media Awards | Chinese Film Media Awards                 | Chinese Film Media Awards        | Chinese Film Media Awards |
| Ano                       | Título                                    | Categoria                        | Resultado                 |
| ------------------------- | ----------------------------------------- | -------------------------------- | ------------------------- |
| 2002                      | Shaolin Soccer                            | melhor atriz- Hong Kong/Taiwan   | Indicado                  |
| 2004                      | Green Tea                                 | melhor atriz - China continental | Venceu                    |
| 2004                      | Jade Goddess of Mercy                     | melhor atriz - China continental | Indicado                  |
| 2008                      | The Postmodern Life of My Aunt            | melhor atriz coadjuvante         | Indicado                  |
| 2015                      | Dearest                                   | melhor atriz                     | Venceu                    |
| 2015                      | Excelente desempenho em atuação e direção | Prêmio Infinito                  | Venceu                    |

| China TV Drama Awards | China TV Drama Awards | China TV Drama Awards | China TV Drama Awards |
| Ano                   | Trabalho              | Categoria             | Resultado             |
| --------------------- | --------------------- | --------------------- | --------------------- |
| 2006                  | Moment in Peking      | atriz favorita        | Venceu                |
| 2006                  | Moment in Peking      | melhor atriz          | Indicado              |
| 2015                  | Tiger Mom             | melhor atriz          | Indicado              |

| Chinese Young Generation Film Forum | Chinese Young Generation Film Forum | Chinese Young Generation Film Forum | Chinese Young Generation Film Forum |
| Ano                                 | Trabalho                            | Categoria                           | Resultado                           |
| ----------------------------------- | ----------------------------------- | ----------------------------------- | ----------------------------------- |
| 2013                                | So Young                            | diretor novato do ano               | Venceu                              |

| Chunyan Awards | Chunyan Awards | Chunyan Awards                       | Chunyan Awards |
| Ano            | Trabalho       | Categoria                            | Resultado      |
| -------------- | -------------- | ------------------------------------ | -------------- |
| 2010           | Painted Skin   | melhor atriz - filme cinematográfico | Venceu         |

| Huading Awards | Huading Awards | Huading Awards        | Huading Awards |
| Ano            | Trabalho       | Categoria             | Resultado      |
| -------------- | -------------- | --------------------- | -------------- |
| 2013           | So Young       | melhor diretor novato | Indicado       |
| 2015           | Tiger Mom      | melhor atriz          | Indicado       |
| 2015           | Dearest        | melhor atriz          | Venceu         |

| Vietnam DAN Movie Awards | Vietnam DAN Movie Awards       | Vietnam DAN Movie Awards | Vietnam DAN Movie Awards |
| Ano                      | Trabalho                       | Categoria                | Resultado                |
| ------------------------ | ------------------------------ | ------------------------ | ------------------------ |
| 2009                     | Painted Skin                   | atriz chinesa favorita   | Venceu                   |
| 2010                     | Mulan                          | atriz chinesa favorita   | Venceu                   |
| 2013                     | Painted Skin: The Resurrection | atriz chinesa favorita   | Venceu                   |

### Prêmios Critics
| Chinese Cinephilia Society Awards | Chinese Cinephilia Society Awards | Chinese Cinephilia Society Awards | Chinese Cinephilia Society Awards |
| Ano                               | Trabalho                          | Categoria                         | Resultado                         |
| --------------------------------- | --------------------------------- | --------------------------------- | --------------------------------- |
| 2015                              | Dearest                           | melhor atriz                      | Venceu                            |

| Hong Kong Film Critics Society Awards | Hong Kong Film Critics Society Awards | Hong Kong Film Critics Society Awards | Hong Kong Film Critics Society Awards |
| Ano                                   | Trabalho                              | Categoria                             | Resultado                             |
| ------------------------------------- | ------------------------------------- | ------------------------------------- | ------------------------------------- |
| 2015                                  | Dearest                               | melhor atriz                          | Venceu                                |

| Shanghai Film Critics Awards | Shanghai Film Critics Awards | Shanghai Film Critics Awards | Shanghai Film Critics Awards |
| Ano                          | Trabalho                     | Categoria                    | Resultado                    |
| ---------------------------- | ---------------------------- | ---------------------------- | ---------------------------- |
| 2010                         | Mulan                        | melhor atriz                 | Venceu                       |
| 2010                         | 14 Blades                    | melhor atriz                 | Venceu                       |
| 2013                         | So Young                     | melhor diretor novato        | Venceu                       |

### Prêmios Guild
| China Film Director's Guild Awards | China Film Director's Guild Awards | China Film Director's Guild Awards | China Film Director's Guild Awards |
| Ano                                | Trabalho                           | Categoria                          | Resultado                          |
| ---------------------------------- | ---------------------------------- | ---------------------------------- | ---------------------------------- |
| 2014                               | So Young                           | melhor diretor(a)                  | Indicado                           |
| 2014                               | So Young                           | melhor diretor novato              | Indicado                           |

| Golden Phoenix Awards | Golden Phoenix Awards         | Golden Phoenix Awards         | Golden Phoenix Awards |
| Ano                   | Trabalho                      | Categoria                     | Resultado             |
| --------------------- | ----------------------------- | ----------------------------- | --------------------- |
| 2005                  | Jade Goddess of Mercy         | Prêmio da Sociedade para Ator | Venceu                |
| 2009                  | Painted Skin                  | Prêmio Especial do Júri       | Venceu                |
| 2009                  | Red Cliff                     | Prêmio Especial do Júri       | Venceu                |
| 2009                  | The Longest Night in Shanghai | Prêmio Especial do Júri       | Venceu                |